# جمهوری اول اسپانیا
جمهوری نخست اسپانیا (به اسپانیایی: Primera República Española) رژیم سیاسی کوتاه مدتی است که در اسپانیا بین بیانیه مجلس در تاریخ ۱۱ فوریه سال ۱۸۷۳ و ۱۸۷۴ دسامبر ۲۹ وجود داشته که برابر در خواست عمومی چند و توسط مارتینز-کامپوس مشخص شده بود و آغاز مرحله مرمت در اسپانیا بود. تأسیس جمهوری با کناره‌گیری آمادئو از عنوان پادشاهی اسپانیا در تاریخ ۱۸۷۳ فوریه ۱۰ آغاز شد، پس از او هیدالگو امور را به درخواست احزاب رادیکال به دست گرفت و فرمان او توسط افسران توپخانه به امضا رسیده بود. در روز بعد، ۱۱ فوریه جمهوری پارلمانی متشکل از رادیکال، جمهوری‌خواهان و دموکرات اعلام شد.